# アンドリュース・カーゴ・モジュール
アンドリュース・カーゴ・モジュール（英: Andrews Cargo Module）はアンドリュース・スペースが提案した国際宇宙ステーションの無人宇宙補給機。
商業軌道輸送サービス計画でNASAに提案したが最終的に却下され、スペースXのドラゴンとオービタル・サイエンシズのシグナスが選ばれた。
宇宙機は共通のサービスモジュールと与圧カーゴモジュール（Pressurized Cargo Module; PCM）または非与圧カーゴモジュール（Unpressurized Cargo Module; UCM）と回収モジュール（Recovery Module）から構成される。